# NGC 4209
NGC 4209 est une entrée du New General Catalogue qui concerne un corps céleste perdu, ou inexistant dans la constellation de la Chevelure de Bérénice. Cet objet a été enregistré par l'astronome germano-britannique William Herschel le 11 avril 1785.
Selon Harold Corwin, NGC 4209 pourrait être une étoile ou encore la galaxie NGC 4185 qui est à 2 minutes d'arc à l'ouest de la position indiquée par Herschel.